# Smyriodes notodontaria
Smyriodes notodontaria är en fjärilsart som beskrevs av Walker 1860. Smyriodes notodontaria ingår i släktet Smyriodes och familjen mätare. Inga underarter finns listade i Catalogue of Life.